# Lương Hưng Kiệt
Lương Hưng Kiệt (tiếng Trung: 梁興傑; Việt bính: loeng4 hing3 git6, sinh ngày 22 tháng 10 năm 1989) là một cầu thủ bóng đá người Hồng Kông hiện tại thi đấu cho câu lạc bộ tại Giải bóng đá ngoại hạng Hồng Kông HK Pegasus. Vị trí của anh ấy là thủ môn.

## Sự nghiệp câu lạc bộ
Ngày 11 tháng 6 năm 2017, chủ tịch HK Pegasus Lương Chí Sơn tiết lộ rằng Lương cùng với ba cầu thủ South China khác sẽ đến Pegasus.

## Thống kê sự nghiệp
| Câu lạc bộ     | Mùa giải | #  | Giải vô địch | Giải vô địch | Cúp Liên đoàn | Cúp Liên đoàn | Senior Shield | Senior Shield | Cúp FA  | Cúp FA    | Dự bị   | Dự bị     | Tổng    | Tổng      |
| Câu lạc bộ     | Mùa giải | #  | Số trận      | Bàn thắng    | Số trận       | Bàn thắng     | Số trận       | Bàn thắng     | Số trận | Bàn thắng | Số trận | Bàn thắng | Số trận | Bàn thắng |
| -------------- | -------- | -- | ------------ | ------------ | ------------- | ------------- | ------------- | ------------- | ------- | --------- | ------- | --------- | ------- | --------- |
| Bulova Rangers | 2007–08  | 19 | 3 (1)        | 0            | 1             | 0             | 1             | 0             | 0       | 0         | 16      | 0         | 5 (1)   | 0         |
| Bulova Rangers | Tổng     |    |              |              |               |               |               |               |         |           |         |           |         |           |
| Career Total   |          |    |              |              |               |               |               |               |         |           |         |           |         |           |

## Sự nghiệp quốc tế

### U-23 Hồng Kông
Tính đến 3 tháng 6 năm 2011
| #                   | Ngày                                 | Địa điểm                                 | Đối thủ           | Kết quả | Ghi bàn  | Giải đấu                       |
| ------------------- | ------------------------------------ | ---------------------------------------- | ----------------- | ------- | -------- | ------------------------------ |
| 1                   | 20 tháng 6 năm 2010                  | Estádio Campo Desportivo, Ma Cao         | Ma Cao            | 5–1     | 0        | 2010 Hồng Kông–Macau Interport |
| 2 tháng 11 năm 2010 | Siu Sai Wan Sports Ground, Hồng Kông | South China                              | 0–4               | 0       | Giao hữu |                                |
| 2                   | 26 tháng 1 năm 2011                  | Sai Tso Wan Recreation Ground, Hồng Kông | Đài Bắc Trung Hoa | 1–0     | 1        | Giao hữu                       |
| 3                   | 9 tháng 2 năm 2011                   | Po Kong Village Park, Hồng Kông          | Indonesia         | 1–4     | 0        | Giao hữu                       |
| 3 tháng 6 năm 2010  | Xianghe Sports Center, Bắc Kinh      | Tianjin Teda                             | 2–2               | 0       | Giao hữu |                                |

### Hồng Kông
Tính đến 18 tháng 11 năm 2010
| # | Ngày                 | Địa điểm                                   | Đối thủ | Kết quả | Ghi bàn | Giải đấu           |
| - | -------------------- | ------------------------------------------ | ------- | ------- | ------- | ------------------ |
| 1 | 10 tháng 10 năm 2010 | Sân vận động Quốc gia Kaohsiung, Kaohsiung | Ma Cao  | 4–0     | 0       | 2010 Long Teng Cup |